# Armand Laity
François-Armand-Rupert Laity (né en 1812 à Lorient - 1889), lieutenant d'artillerie et ancien élève de l'École polytechnique, est un des compagnons de Louis-Napoléon Bonaparte, futur Napoléon III, lors de la tentative d'insurrection à Strasbourg en 1836.

## Biographie
Armand Laity est apparenté à la famille de Beauharnais, par sa femme Hortense-Louise-Françoise de Beauharnais, cousine germaine d'Eugène et d'Hortense de Beauharnais, qu'il épouse en 1848.
En 1836 il participe à la tentative de soulèvement de Strasbourg fomentée par Louis-Napoléon Bonaparte, futur Napoléon III, pour faire chuter la monarchie de Juillet et prendre le pouvoir, opération qui est un échec. 
Deux ans plus tard, en 1838, il publie une brochure Relation historique des événements du 30 octobre 1836, véritable apologie du bonapartisme. À la suite de cette publication, que l'on suppose financée par Louis-Napoléon Bonaparte, il est arrêté et condamné à cinq années de prison ainsi qu'à une amende de un franc par brochure publiée, soit 10 000 francs.
Sous le régime de Napoléon III il est nommé préfet des Basses-Pyrénées en 1854, puis sénateur par décret du 9 juin 1857 ; il reste sénateur jusqu'en 1870.
L'Empereur le charge, en 1860, de la propagande visant l'annexion de la Savoie à la France, en le nommant « commissaire impérial extraordinaire ». Du 4 au 28 avril, il parcourt le duché de Savoie. À la suite du plébiscite d'avril, et à la suite de la ratification par le Parlement sarde, il est chargé de prendre officiellement possession du duché le 14 juin 1860, au nom de l'Empereur.
Il est inhumé au cimetière du Père-Lachaise (39e division).